# 백기 (진나라)
백기(중국어: 白起, 병음: Bai Qi 바이치[*], ? ~ 기원전 257년 11월)는 중국 전국 시대 진나라(秦)의 장군이다.
왕전(王翦)과 더불어 전국시대 진나라의 대표적인 명장으로 평가받는 인물이다. 진 소양왕(昭襄王) 때에 조나라(趙) · 위나라(魏) · 한나라(韓) · 초나라(楚) 등의 여러 나라들과 싸워서 많은 승리를 거두고 진나라의 영토를 크게 넓혔다. 그러나 말년에는 소양왕과의 갈등 끝에 실각당하고 자살을 강요당하여 죽었다. 《전국책》에서는 그의 이름을 공손기(公孫起)라고도 하였다. 무안군(武安君)의 칭호를 받았다.
사마천(司馬遷)은 백기는 진나라에서 많은 공을 세우며 권력의 인물이 되었고 통일 정책을 시현하며 천하에 명성을 떨친 명장이라 평했다.

## 생애

### 출생
백기는 미읍(郿邑) 출신으로 용병(用兵)에 능하였다.
그의 출신은 불확실하나, 《신당서》 재상세계표에서는 진 목공(穆公) 시대에 장령을 지낸 백을병(白乙丙)의 후손이라고 전한다. 한편 당나라(唐) 시대의 시인 백거이(白居易)가 지은 《고공현령백부군사장(故鞏縣令白府君事狀)》에서는 백기의 조상이 초나라(楚)의 공족인 백공 승(白公勝)이었으며 이로 인하여 백씨(白氏)가 유래하였다고 하였다. 그에 따르면, 백공 승이 난을 일으켰다가 실패하고 자살하자 그 아들이 진나라로 망명하여 대대로 그곳에서 장수가 되었다고 하였다.

### 한나라 정벌과 이궐전투
기원전 294년(소양왕 13), 백기는 좌서장(左庶長)에 임명되어 한나라(韓)의 신성(新城)을 공격했다.
기원전 293년(소양왕 14), 백기는 소양왕의 외삼촌인 위염(魏冉)의 추천으로 상수(向壽)를 대신해서 한나라(韓)와 위나라(魏)를 공격하여 이궐(伊闕)에서 승리하였으며, 24만 명을 잡아 죽이고 위나라의 장수 공손희(公孫喜)를 포로로 잡았으며 5개 성을 함락시켰다. 이 일로 인하여 백기는 국위(國尉)로 승진하였으며 이후 황하를 건너 한나라의 안읍(安邑) 동쪽을 취해 간하(乾河)에 이르렀다.
이궐전투 당시의 정황은 기록이 부족하여 자세히 알 수 없다. 다만 《전국책》에 따르면, 당시 한나라와 위나라는 서로 눈치를 보며 먼저 군사를 내서 힘껏 싸우려 하지 않았다. 백기는 이와 같은 정황을 살피고는 군대를 나누어 거짓으로 한나라와 싸우는 척 하다가 불시에 위나라 군대를 급습하여 이를 격파하였다고 한다. 위나라 군대가 격파당하자 한나라 군대 또한 스스로 무너졌고, 백기는 그 틈을 노려 북쪽으로 달아나는 적군들을 밀어붙여 크게 승리하였다.
또한 《전국책》에서는 이궐에서 백기에게 패배한 위나라 장수의 이름을 서무(犀武)라 하였으며, 진나라 군대가 이궐전투 이후에 주나라(周)까지 공격하는 바람에 그 왕이 몸소 위나라로 가서 구원을 청해야했다고 전한다.

### 위나라 정벌과 원성점령
기원전 292년(소양왕 15), 백기는 대량조(大良造)에 임명되었으며, 위나라를 공격해 크고 작은 61개 성을 빼앗았다.
기원전 291년(소양왕 16), 백기는 객경(客卿) 사마조(司馬錯)와 함께 위나라의 원성(垣城)을 공격해 점령하였다.
《사기》 백기왕전열전에서 묘사된 해당 시기의 백기의 행보는 다른 기록과는 모순되는 점이 존재한다. 《사기》 진본기에서는 기원전 292년(소양왕 15)에 백기가 위나라의 원(垣)을 빼앗았다가 다시 이를 돌려주었다고 하였고, 기원전 289년(소왕 7)에 진나라가 위나라를 공격하여 61개 성을 빼앗았다고 하였다.

### 초나라 정벌과 영성점령
기원전 286년(소양왕 21), 백기는 조나라(趙)를 공격하여 대(代)의 광랑성(光狼城)을 빼앗았다.
기원전 279년(소양왕 28), 백기는 초나라(楚)를 공격하여 언(鄢)과 등(鄧)의 5개 성을 빼앗았으며, 죄인들을 사면시켜 이주시켰다. 《수경주》에 따르면, 백기가 초나라를 공격할 당시에 서산(西山)의 장곡(長谷)의 물을 끌어들여 초나라 언성의 동북쪽 모서리를 무너뜨렸고, 이로 인하여 수십 만의 백성들이 수공에 휩쓸려 죽었으며 연못이 하나 생겼다고 전한다. 당시에 성 동쪽이 온통 시체가 썩는 냄새가 진동했는데, 때문에 그 연못을 "취지(臭池)"라 부르게 되었다.
기원전 278년(소양왕 29), 백기는 초나라를 공격하여 그 수도인 영(郢)을 빼앗았으며, 초나라 왕실의 묘역인 이릉(夷陵)을 불태웠고 마침내 동쪽으로 경릉(竟陵)에 이르렀다. 이에 초 경양왕(頃襄王)은 영을 버리고 달아나 동쪽의 진(陳)으로 수도를 옮겼다. 진나라는 점령한 영을 남군(南郡)으로 삼았다. 이듬해인 기원전 277년(소양왕 30), 백기는 무안군(武安君)의 작위를 받았다.
《사기》 백기왕전열전에서는 백기가 초나라의 영을 점령한 후에 다시 초나라를 공격하여 무군(巫郡) · 검중군(黔中郡)을 공격하였다고 하였으나, 《사기》 진본기에서는 촉군수 약(若)이 무군(巫郡)과 강남(江南)을 점령하고 검중군(黔中郡)을 설치했다고 하였다.

### 삼진(三晉)과의 전쟁
기원전 276년(소양왕 31), 백기가 위나라를 공격하여 2개 성을 빼앗았다.
기원전 273년(소양왕 34), 백기가 위나라를 공격하여 화양(華陽)을 빼앗아 그 장수인 망묘(芒卯)를 달아나게 하였으며, 삼진(三晉), 즉 위나라 · 조나라 · 한나라의 장수들을 포로로 잡고 13만 명의 목을 베었다. 또한 조나라 장수 가언(賈偃)과 싸워 그 병졸 2만 명을 황하에 빠뜨려 죽였다.
기원전 272년(소양왕 33), 초나라의 황헐(훗날의 춘신군)이 진 소양왕을 찾아가 "두 호랑이가 다투면 개가 이득을 얻는다."라 비유를 들며 지금 진나라와 초나라가 서로 다툰다면 곧 한나라 · 위나라 · 제나라 등이 그 틈을 타서 진나라와 초나라를 노릴 것이라 설파하였다. 그 말을 받아들인 소양왕은 초나라와 화친을 맺고 백기로 하여금 더 이상 초나라를 공격하지 못하도록 하였다.
기원전 264년(소양왕 43), 백기가 한나라의 형성(陘城)을 공격해 5개 성을 함락시키고 5만 명의 목을 베었다.
기원전 263년(소양왕 44), 백기가 한나라의 남양(南陽) 태행산(太行山)을 공격하여 그 길을 끊었다.

### 조나라 정벌과 장평대전
기원전 262년(효성왕 4), 진나라의 공격을 받고 있던 한나라의 상당(上黨)이 결국 조나라에 투항할 의사를 전달하였다. 그리고 이듬해인 기원전 261년에는 조나라의 명장인 염파(廉頗)가 장평(長平)에 파견되어 진나라 군대와 대치하였다. 이후 기원전 260년(효성왕 7), 4월에 진나라의 왕흘(王齕)이 상당을 빼앗자 그 인민들이 조나라로 달아났다.
진나라 군대는 공세를 펼쳐서 6월에는 조나라의 군영을 함락시켜서 두 개의 보루를 빼앗고 네 명의 교위를 사로잡았다. 또한 7월에는 진나라가 조나라의 보루를 공격하여 교위 둘을 사로잡았다. 그러나 조나라 군대를 지휘하던 염파는 흔들리지 않고 싸움을 피하며 보루를 쌓고 방어를 강화하는 등 장기전으로 대응하였다. 그러자 진나라 측에서는 "진나라가 가장 두려워 하는 것은 마복군 조사(趙奢)의 아들인 조괄(趙括)이 장수가 되는 것이다."라는 소문을 퍼뜨렸다. 이 말을 믿은 조 효성왕은 염파를 파면하고 조괄을 대신 장수로 파견하였다. 한편 진나라 측에서는 조나라 측의 장수가 조괄로 교체되었다는 소식을 듣고는 몰래 백기를 보내 상장군(上將軍)으로 삼았고, 왕흘을 그 부장으로 삼았다. 그리고는 군중에 무안군이 상장군이 되었다는 사실을 입 밖에 내는 자는 목을 자르겠다는 명령을 내렸다.
전장에 도착한 조괄은 곧바로 출병하여 진나라의 군대를 공격했다. 그러자 백기는 기병을 풀어서 패하여 달아나는 척 하였다. 조나라 군대는 진나라 측의 보루까지 추격하였으나 보루가 견고하여 뚫고 들어가지 못했다. 그러자 진나라 측은 기병 2만 5천으로 조나라 군대의 퇴로를 끊었고, 또한 기병 5천으로 조나라의 보루 사이를 끊으니 조나라의 군대는 둘로 나누어지고 식량 보급로가 끊어졌다. 전세가 불리해진 조나라 측은 보루를 쌓고 수비하면서 구원병을 기다렸다. 조나라의 식량 보급로가 끊어졌다는 보고를 받은 진 소양왕은 몸소 하내까지 와서 백성들의 작위를 한 등급씩 올리는 한편 15세 이상을 모두 징발하여 장평으로 보내 조나라의 구원병과 식량 보급로를 차단했다.
결국 9월이 되자 46일 동안 포위당한 조나라의 군사들은 굶주리게 되어 몰래 서로를 죽여서 잡아 먹는 지경에 이르렀다. 이에 진나라의 보루를 공격하여 탈출하려고 부대를 넷으로 나누어 4,5차례 공격했지만 탈출하지 못했다. 조괄은 정예 부대를 내세워 직접 전투에 나섰으나 진나라의 군사가 조괄을 활로 쏘아 죽였다. 조괄의 군대는 패하여 결국 진나라에 항복하고 말았다. 이 싸움을 장평대전이라 한다.

### 포로학살
장평대전에서 패하여 백기에게 항복한 조나라 군사는 40만 명이었다. 백기는 이 군사들을 살려두면 훗날 난을 일으킬까 두려워하였다. 때문에 이들을 거짓말로 속여서 구덩이에 파묻어 죽여버렸으며, 나이가 어린 240명만을 남겨서 조나라로 보냈다. 이로 인하여 장평대전에서 죽은 조나라 군사가 45만 명에 달하였으며, 이에 조나라 사람들이 두려움에 떨었다.
1995년, 중국 산서성 고평시(高平市) 영록촌(永祿村)에서 장평대전 당시의 것으로 보이는 유적이 발견되었다. 그곳에서 인골(人骨)이 집단으로 파묻힌 구덩이 10여 곳이 발견되었고, 각 구덩이마다 20세~45세 사이의 남성 130여 명이 매장되어 있었다. 발견된 유골 가운데에는 대퇴골에 화살이 깊게 박힌 것, 두개골이 둔기 등에 맞아서 함몰된 것, 참수된 것, 칼자국이 남아있는 것 등이 확인되었다.

### 질병과 실각
장평대전에서 조나라의 대군을 모조리 살상하고 크게 승리한 백기는 오랫동안의 싸움으로 인하여 진나라의 나라살림이 크게 피폐해졌음에도 불구하고 조나라를 계속해서 공격해야 한다고 주장하였다.
그리하여 기원전 259년(소양왕 48)에는 진나라가 조나라를 공격하여 피뢰(皮牢) · 태원(太原) · 상당 등을 빼앗았다. 한나라와 조나라에서는 두려워하여 소대(蘇代)에게 후한 예물을 주고는 진나라의 재상인 범수(范睢)를 설득해 줄 것을 요청하였다. 범수를 만난 소대는 진나라가 이대로 조나라를 멸망시키면 백기가 삼공(三公)의 지위에 올라 범수의 입지를 위협하게 될 것이므로 조나라로부터 땅을 받고 화친하여 백기가 공을 세우지 못하도록 해야 한다고 주장하였다. 소대의 말에 넘어간 범수는 소양왕에게 진나라 군대가 지쳤으니 조나라와 한나라로부터 땅을 받고 군대를 쉬게 할 것을 건의하였다. 소양왕이 이를 받아들이고 정월에 백기와 군대를 불러들였다. 그 사정을 알게 된 백기는 범수와 사이가 나빠졌다.
한편 백성들을 휴식케하고 군대를 정비한 소양왕은 다시 조나라를 공격하고자 하였다. 그러나 무안군 백기는 이를 반대하였다. 소양왕이 이전에 장평대전의 여파로 나라가 피폐해졌을 때에는 전쟁을 주장하더니 왜 지금은 반대하는지에 대해 묻자, 백기는 장평대전 이후로 큰 고난에 처한 조나라 군신과 백성들의 단합력이 훨씬 강해졌고, 연나라 · 위나라 · 제나라 · 초나라 등도 조나라를 도울 것이므로 이런 때에 조나라를 치는 것은 어렵다고 답하였다.
그해 9월에 진나라가 다시 오대부(五大夫) 왕릉(王陵)으로 하여금 조나라의 수도인 한단(邯鄲)을 공격하도록 하였다. 이때에 백기는 병을 앓고 있어서 종군하지 못하였다.
이듬해인 기원전 258년(소양왕 49) 정월까지도 왕릉이 한단을 빼앗지 못하자 진나라에서 군사를 증원하여 왕릉을 도왔다. 그러나 왕릉은 교위 5명을 잃었을 뿐 이기지 못했다. 이 때에 백기의 병이 낫자 소양왕이 왕릉 대신에 백기를 장수로 삼고자 하였다. 그러자 백기는 오랜 전쟁으로 진나라 또한 피해가 막심할뿐더러, 지금 조나라와 다른 제후들이 안팎에서 호응하여 공격해온다면 진나라 군대는 반드시 패할 것이라 주장하며 공격을 반대하였다. 소양왕은 백기가 말을 듣지 않자 범수를 보내 출전을 부탁하였으나 백기는 병을 핑계로 가지 않았다.
당시에 범수가 백기를 질책하면서 과거에 그가 이궐 · 언영 · 장평에서 적군을 격파한 일을 거론하며 이전의 전적이 신과 같은데 조나라를 이기지 못하겠느냐고 말했다. 그러자 백기는 자신이 과거에 거둔 승리는 신과 같은 초자연적인 힘을 빌은 것이 아니라 어디까지나 상식에 따라 승리의 기회를 놓치지 않은 탓이라 반박하였으며, 장평대전 직후에 조나라를 멸하지 못했다가 도리어 그들의 단합력을 더욱 튼튼하게 하고 다른 제후국들이 조나라를 도울 시간을 벌어준 것이야말로 그런 승리의 기회를 놓친 것이라 주장하여 범수를 부끄럽게 하였다.
결국 진나라는 왕릉 대신에 왕흘(王齕)을 장수로 삼아 8~9개월에 걸쳐 한단을 공격하도록 하였으나 여전히 이기지 못하였다. 그 동안에 초나라의 춘신군(春申君)과 위나라의 신릉군(信陵君) 등이 수십 만 병력을 이끌고 진나라의 군대를 공격하자 진나라의 군대는 큰 피해를 입게 되었다. 이에 백기가 "진나라 왕께서 신의 계책을 듣지 않으시다가 지금 어찌 되었는가?"라 말했다. 소양왕이 이 말을 전해 듣고는 화가 나서 백기를 직접 찾아가 강제로 장수로 삼아 전장으로 보내려 하였으나 무안군은 "저는 차라리 무거운 죄를 짓고 죽임을당할지언정 치욕스런 패장이 되는 일은 차마 하지 못하겠습니다."라 말하며 끝까지 병을 핑계로 가지 않았다. 이후 범수가 또다시 백기에게 출전할 것을 청하였으나 이때에도 백기는 가지 않았다.
결국 소양왕은 백기를 파면하여 사오(士伍, 병졸)로 강등시키고는 음밀(陰密)로 유배보냈으나 이 때에 백기는 병이 들어서 가지 못했다.

### 죽음과 사후
기원전 257년(소양왕 50) 10월, 소양왕이 백기를 재촉하자, 결국 백기는 진나라 수도인 함양(咸陽)을 떠나 서문(西門) 10리 밖의 두우(杜郵)에 이르렀다. 이때 "백기가 유배를 가면서도 오히려 원망을 품고 복종치 아니하며 불손한 말을 한다"는 말을 들은 소양왕은 11월에 백기에게 검을 보내 자결할 것을 명하였다.
백기는 검을 받아들고 스스로 목을 베려다가 "내가 하늘에 무슨 죄를 지었기에 이 지경에 이르렀는가?"라 하였다. 백기는 한참을 생각하다가, "나는 죽어 마땅하다. 장평 싸움 때에 조나라 병졸로서 항복한 자들 수십 만명을 내가 속여서 구덩이에 파묻어 죽여버렸으니, 이것만으로도 죽을만하다."라 하고는 자살하였다. 백기가 죄없이 죽었기에 진나라 사람들이 그를 불쌍히 여기며 그 고향에서 제사를 지내주었다.
백기의 부장으로서 장평에서 함께 조나라 군대과 싸웠던 사마근(司馬靳) 또한 백기와 마찬가지로 두우에서 죽임을 당하였고, 이후 화지(華池)에 매장되었다. 그의 후손이 바로 훗날에 《사기》를 편찬한 사마천이었다.

## 평가
- 전한 시대의 역사가 사마천은 《사기》에서 진나라의 대표적인 명장들인 백기 · 왕전 등의 열전을 함께 묶어서 구성하였다. 이들의 열전은 《사기》 권73 백기왕전열전에 수록되었다. 여기서 사마천은 "백기는 적을 잘 헤아려 변화에 맞추어 무궁하고 기발한 계책을 내었으니 그 명성이 천하를 떨게 했다. 그러나 응후의 근심으로부터 자신을 구하지는 못했다."라 하였다. 또한 이 점을 꼬집여서 왕전과 마찬가지로 "그들에게는 각자 단점이 있었다."라 평하였다.
- 《사기》 권73 백기왕전열전에서 소대는 백기가 쌓은 공적에 대하여 "무안군(武安君, 백기)이 진나라를 위해 싸워서 이기고 70여 개의 성을 공격해 빼앗았는데, 남쪽으로 언(鄢)ㆍ영(郢)ㆍ한중(漢中)을 평정하였고, 북쪽으로는 조괄(趙括)의 군대를 모두 사로잡았으니, 비록 주공(周公)ㆍ소공(召公)ㆍ태공망(太公望)의 공적이라도 이보다는 못할 것이다."라 말하였다.
- 《사기》 권4 주본기에서는 소려(蘇厲)가 서주의 왕에게 "진나라가 한나라 · 위나라를 격파하여 사무(師武)를 패배시키고, 북쪽으로 조나라의 인(藺)과 이석(離石)을 빼앗은 것은 모두가 백기의 공입니다. 그는 용병(用兵)에도 능할뿐더러 또한 천명(天命)까지 지녔습니다."라 말하였다.
- 남조 시대의 문인 주흥사는 《천자문》에서 "기전파목(起翦頗牧) 용군최정(用軍最精)"이라 하였는데, 이는 곧 전국시대에 백기 · 왕전 · 염파 · 이목 등이 군사를 가장 잘 부렸다는 뜻이다.

## 같이 보기
- 진 소양왕
- 이목 (조나라)
- 염파
- 사마천
- 왕전 (전국)
- 조괄

## 참고 자료
- 사마천, 《사기》 〈백기왕전열전〉